# Fondmetal F1
Chronologie des modèles (1991)
Fondmetal FA1M-E Fondmetal GR01
La Fondmetal F1, appelée également Fomet, est une monoplace de Formule 1 engagée par l'écurie Fondmetal lors de la saison 1991 de Formule 1. Elle est pilotée par le Français Olivier Grouillard puis par l'Italien Gabriele Tarquini. Il s'agit d'une légère évolution du châssis Fondmetal FA1M-E utilisé lors des deux premières manches de la saison.

## Historique
La Fondmetal F1 est engagée pour la première fois lors du Grand Prix de Saint-Marin, troisième manche de la saison. La nouvelle monoplace a été fabriquée dans le moule qui a servi à la conception de la Osella FA1M-E, et ses formes anguleuses laissent présager des performances en fond de grille. Olivier Grouillard, qui ne parvient pas à se préqualifier pour cette épreuve, se plaint d'être mal installé dans son cockpit et déplore un manque d'efficacité du train arrière.
Il faut attendre la sixième manche de la saison, disputée au Mexique, pour voir une Fondmetal F1 se qualifier pour la course. Grouillard, huitième provisoire à l'issue de la séance de qualification du vendredi après-midi, prend la dixième place sur la grille de départ au terme de deux journées d'essais menés sous la pluie. Le Français est cependant relégué en fond de grille, puisque le directeur de course, Roland Bruynseraede, pense qu'il a calé lors du tour de formation, le confondant avec Mark Blundell, placé juste devant Grouillard sur la grille. Il remonte cependant en dix-neuvième position avant d'abandonner au quatorzième tour à la suite d'une chute de pression d'essence.
En France, Grouillard se qualifie en vingt-et-unième position mais sa monoplace se fait remarquer en répandant de l'huile sur la piste : de nombreux pilotes partent en tête-à-queue à son contact, dont Ayrton Senna, qui réalisait un tour rapide. En course, il abandonne à la suite d'une fuite d'huile au quarante-huitième tour.
Le moteur Ford n'étant plus fonctionnel, Brian Hart, qui sous-traite le bloc américain, fournit à Fondmetal un moteur datant de 1990 dont la vétusté ne permet pas à Grouillard de se préqualifier pour le Grand Prix de Grande-Bretagne. En Allemagne, Grouillard échoue encore en préqualifications, puisque le nouveau moteur sous-traité par Hart casse au bout de seulement deux tours.
En Belgique, Grouillard réussit à se qualifier pour la course après trois échecs successifs lors des Grands Prix précédents. Élancé depuis la vingt-troisième place sur la grille, il termine dixième à un tour de Senna,. Peu avant le Grand Prix d'Italie, Fondmetal conçoit un nouveau châssis, mais Grouillard le détruit dans un accident lors d'essais privés. C'est donc au volant de la première Fomet qu'il se qualifie en vingt-sixième et dernière position, malgré la casse de deux moteurs Ford. Une nouvelle casse moteur le contraint à abandonner en course,. Enfin, au Portugal, un problème de boîte de vitesses l'empêche de se préqualifier.
Une semaine avant la manche espagnole, Grouillard est licencié par Gabriele Rumi, le patron de Fondmetal, en raison de ses piètres performances. Il est remplacé par Gabriele Tarquini, qui vient de quitter l'écurie AGS que rejoint Grouillard. L'Italien se qualifie en vingt-deuxième position et termine douzième, à deux tours de Nigel Mansell,.
Au Japon, Tarquini se qualifie en vingt-quatrième place, malgré une douleur au genou survenue à la suite d'un accident lors des essais libres du vendredi matin, au cours duquel il détruit sa voiture-mulet. En course, il franchit l’arrivée en onzième et dernière position, à trois tours du pilote McLaren Gerhard Berger. Enfin, pour le dernier Grand Prix de la saison, en Australie, l'Italien, victime d'un accident, échoue à se préqualifier.
À l'issue du championnat, Fondmetal termine quatorzième du championnat du monde des constructeurs, sans avoir marqué de point.

## Résultats en championnat du monde de Formule 1
| Saison | Écurie       | Moteur                | Pneumatiques | Pilotes            | Courses | Courses | Courses | Courses | Courses | Courses | Courses | Courses | Courses | Courses | Courses | Courses | Courses | Courses | Courses | Courses | Points inscrits | Classement |
| Saison | Écurie       | Moteur                | Pneumatiques | Pilotes            | 1       | 2       | 3       | 4       | 5       | 6       | 7       | 8       | 9       | 10      | 11      | 12      | 13      | 14      | 15      | 16      | Points inscrits | Classement |
| ------ | ------------ | --------------------- | ------------ | ------------------ | ------- | ------- | ------- | ------- | ------- | ------- | ------- | ------- | ------- | ------- | ------- | ------- | ------- | ------- | ------- | ------- | --------------- | ---------- |
| 1991   | Fondmetal F1 | Ford-Cosworth V8 HBA5 | Goodyear     |                    | USA     | BRÉ     | SMR     | MON     | CAN     | MEX     | FRA     | GBR     | ALL     | HON     | BEL     | ITA     | POR     | ESP     | JAP     | AUS     | 0               | 14e        |
| 1991   | Fondmetal F1 | Ford-Cosworth V8 HBA5 | Goodyear     | Olivier Grouillard |         |         | Npq     | Npq     | Npq     | Abd     | Abd     | Npq     | Npq     | Nq      | 10e     | Abd     | Npq     |         |         |         | 0               | 14e        |
| 1991   | Fondmetal F1 | Ford-Cosworth V8 HBA5 | Goodyear     | Gabriele Tarquini  |         |         |         |         |         |         |         |         |         |         |         |         |         | 12e     | 11e     | Npq     | 0               | 14e        |

Légende : ici 